# Охинський міський округ
Охинський міський округ (рос. Охинский городской округ) — адміністративно-територіальна одиниця (район) та муніципальне утворення (муніципальний район) у складі Сахалінської області Російської Федерації.
Адміністративний центр — місто Оха.

## Географія
Знаходиться на північної части острова Сахалін.
Охінський район прирівняний до районів Крайньої Півночі.

## Населення
| 2002    | 2009    | 2010    | 2011    | 2012    | 2013    | 2014    |
| ------- | ------- | ------- | ------- | ------- | ------- | ------- |
| 5526    | ↗29 876 | ↘25 855 | ↘25 712 | ↘25 009 | ↘24 347 | ↘23 870 |
| 2015    | 2016    | 2017    | 2018    | 2019    |         |         |
| ↘23 458 | ↘23 169 | ↘22 913 | ↘22 612 | ↘22 222 |         |         |